# Tania Pariona Tarqui
Tania Pariona Tarqui, née en 1984 à Cayara dans le département d'Ayacucho au Pérou, est une dirigeante quechua, travailleuse sociale, femme politique et militante des droits de l'homme qui représente le département d'Ayacucho au Congrès de la République du Pérou. 
En tant que militante, elle travaille en grande partie pour établir l'égalité sociale pour les autochtones du peuple quechua, les jeunes et les femmes. En 2016, elle est élue au Congrès péruvien par le parti du Front large pour la justice, la vie et la liberté. En septembre 2017, elle rejoint le bloc du Nouveau Pérou. Le 15 août 2018, elle devient présidente de la Commission Femmes et Famille du Congrès.

## Biographie

### Jeunesse, formation, militantisme
Tania Pariona grandit à une époque troublée par l'organisation terroriste du Sentier lumineux, dans la ville de Huamanga, mais dans son enfance, elle va souvent dans sa ville natale de Cayara pour aider ses grands-parents. À l'âge de quatre ans, des soldats de l'armée péruvienne ont tué 39 personnes à Cayara, après que le Sentier lumineux ait tué quatre soldats. 
Elle rencontre à dix ans le Red Ñuqanchik, une organisation d'adolescents quechua d'Ayacucho liée à l'association indigène Chirapaq. Elle collabore également au Mouvement national des enfants et adolescents travailleurs organisés du Pérou (MNNATSOP), et le représente en octobre 2002 devant la Commission de l'enfance de la Chambre des députés italienne .
Au sein de l'organisation Chirapaq, elle participe à plusieurs projets de jeunes et de femmes autochtones au niveau national et au niveau international. Elle prend part également à une réunion internationale d'experts sur les questions autochtones au siège de l'Organisation des Nations unies à New York,.  
Tania Pariona effectue des études de travailleuse sociale à l'Université San Cristóbal de Huamanga. Elle en est diplômée en 2009, puis elle étudie le développement humain à l'Université pontificale catholique du Pérou à Lima.

### Membre du Congrès
En 2016, Tania Pariona est élue dans le département d'Ayacucho pour le Congrès de la République du Pérou par le parti du Front large pour la justice, la vie et la liberté. Assumant sa position de membre du Congrès, elle prête serment en quechua le 22 juillet 2016, « pour Cayara, Ayacucho et nos peuples quechua, aymara et amazonien. Pour leur dignité et leur bien-vivre. Parce que nous n'avons pas de terrorisme d'aucune sorte, subversif ou étatique ». Elle porte généralement un costume traditionnel d'Ayacucho pour bien afficher son identité quechua,.  
Dans son activité parlementaire, elle se consacre à la défense des droits des peuples autochtones contre les sociétés minières, revendiquant le droit à une consultation préalable, le droit humain à l'eau et des réparations pour les victimes du conflit armé. Elle lutte également contre l'impunité des auteurs de crimes à l'époque, y compris la stérilisation obligatoire sous le gouvernement d'Alberto Fujimori,,,.    
À partir de septembre 2017, elle fait partie du groupe parlementaire du Nouveau Pérou. Le 15 août 2018, elle est élue présidente de la Commission des femmes ordinaires et de la famille du Congrès. 
Parmi ses objectifs de travail au sein de cette commission, elle souligne particulièrement la lutte contre la violence contre les femmes, et le féminicide en plus de la revendication de l'égalité effective entre les hommes et les femmes.